# Gambacorta Peak
Gambacorta Peak är en bergstopp i Antarktis. Den ligger i Västantarktis. Argentina, Chile och Storbritannien gör anspråk på området. Toppen på Gambacorta Peak är 1 840 meter över havet.
Terrängen runt Gambacorta Peak är kuperad åt sydväst, men åt nordost är den platt. Trakten är obefolkad. Det finns inga samhällen i närheten.